# أرت بال
أرت بال (بالإنجليزية: Art Ball)‏ هو لاعب كرة قاعدة أمريكي، ولد في أبريل 1876 في كنتاكي في الولايات المتحدة، وتوفي في 26 ديسمبر 1915 في شيكاغو في الولايات المتحدة بسبب سل وتشمع الكبد.

## وصلات خارجية
- أرت بال على موقعبيزبول رفرنس.كوم (الدوري الرئيسي) (الإنجليزية)
- أرت بال على موقعبيزبول رفرنس.كوم (الدوري الثانوي) (الإنجليزية)